# Studie
Studie（スタディ）は日本のレーシングチーム。
BMW専門のカスタムカーショップであるStudie AGが母体で、SUPER GT、スーパー耐久に参戦している。また、2018、19年にはブランパンGTシリーズ・アジアに参戦し、2年連続でGT4クラスのチャンピオンを獲得した。

## 沿革

### 2008年
Studieと輸入車用パーツメーカーのGLAD JAPAN（現・アドバンスステップ）が共同でStudie & GLAD with AsadaRacingを立ち上げる。市販されている通常のBMW・Z4をベースにレギュレーションに則って改造された「初音ミク Studie GLAD BMW Z4」で2008年のSUPER GT第6~9戦に参戦。エントラント代表はGLADの星名功一、チーム監督はStudieの鈴木康昭、ドライバーは菊地靖と田ヶ原章蔵。タイヤはADVAN。当初は第5戦SUGOから参戦する予定だったがマシンの完成が間に合わず、第6戦鈴鹿1000kmが初参戦となった。しかし、この第6戦は公開車検の段階で燃料系統のレギュレーション違反が見つかり出走がかなわず、幻のデビュー戦となった。続く第7戦もてぎでは練習走行中にエンジントラブルにより発火、またも出走することができなかったが、11月8日から9日にかけて富士スピードウェイで行われたシーズン最終戦となる第9戦にて実質的デビューを果たし、出走26台中18位（規定周回走行20台）で悲願の完走を成し遂げた。このレースの同クラスではMOLAの車両「MOLA レオパレス Z」に鏡音リン・レンがペイントされ、1シーズンに2台の「痛車」仕様の車両が同時参戦するという出来事が注目を集めた。チーム成績は28チーム中28位。

### 2009年
2009年のSUPER GTには前年と同じマシンを使用してStudie GLAD Racingとして第1戦から参戦。ドライバーは前年と同じ菊地靖と田ヶ原章蔵の二人でスタートし第6戦鈴鹿はCドライバーとして番場琢が加わり予選アタッカーを務めた。第1戦岡山ではトラブルもなく、15位で無事完走したものの、第2戦鈴鹿は練習走行中に発生したエンジントラブルのために出走を見送った。第3戦富士は17位で完走を果たした。第4戦セパンを休場し、マシンの大改修を行い第5戦菅生より復帰、17位で完走した。第6戦鈴鹿で予選12位・第7戦富士で予選16位と、予選は中位に食い込むまでに進化したものの、トラブル等でリタイヤが続いた。
第8戦オートポリスより、Aドライバーを菊地靖から第6戦鈴鹿でCドライバーを務めた番場琢に変更。予選11位・決勝10位（初ドライバーズポイント獲得）という過去最高の成績をおさめた。チームポイントランキングは25チーム中20位（5ポイント）。この2008~2009年に参戦したマシンは現在、スポンサーであったグッドスマイルレーシングが購入し、本社ビル(正確には本社の入る親会社のビル)にて静態保存されている。

### 2010〜2013年
2010年シーズンはチーム名を「AS StudieRacing」に改め引き続き参戦すことが一旦は発表されたが、発表後チームオーナーのアドバンスステップが継続参戦を断念したため、同じ体制での参戦は出来なくなった。メインスポンサーだったグッドスマイルレーシングは、コックスとともに新チーム「GOOD SMILE RACING with COX」を立ち上げ、2010年シーズンは新体制で継続参戦した。なお、Studie代表の鈴木康昭はスポーティングディレクターとして関わっている
2011年シーズンは再びグッドスマイルレーシングとStudieが組み、片山右京をスポーティングディレクターに迎えた「GSR & Studie with TeamUKYO」として参戦している。車両はBMW  Z4 GT3。2011年は3勝を挙げ初のシリーズチャンピオンを獲得。
2012年シーズンは前年と同じくグッドスマイルレーシングをメインスポンサーに2台体制で挑んだが振るわず、シリーズランキングでは0号車が4位、4号車が15位に終わった。
2013年シーズンは1台体制に戻したが、鈴鹿1000kmでの失格などが響きシリーズランキングは4位だった。

### 2014年

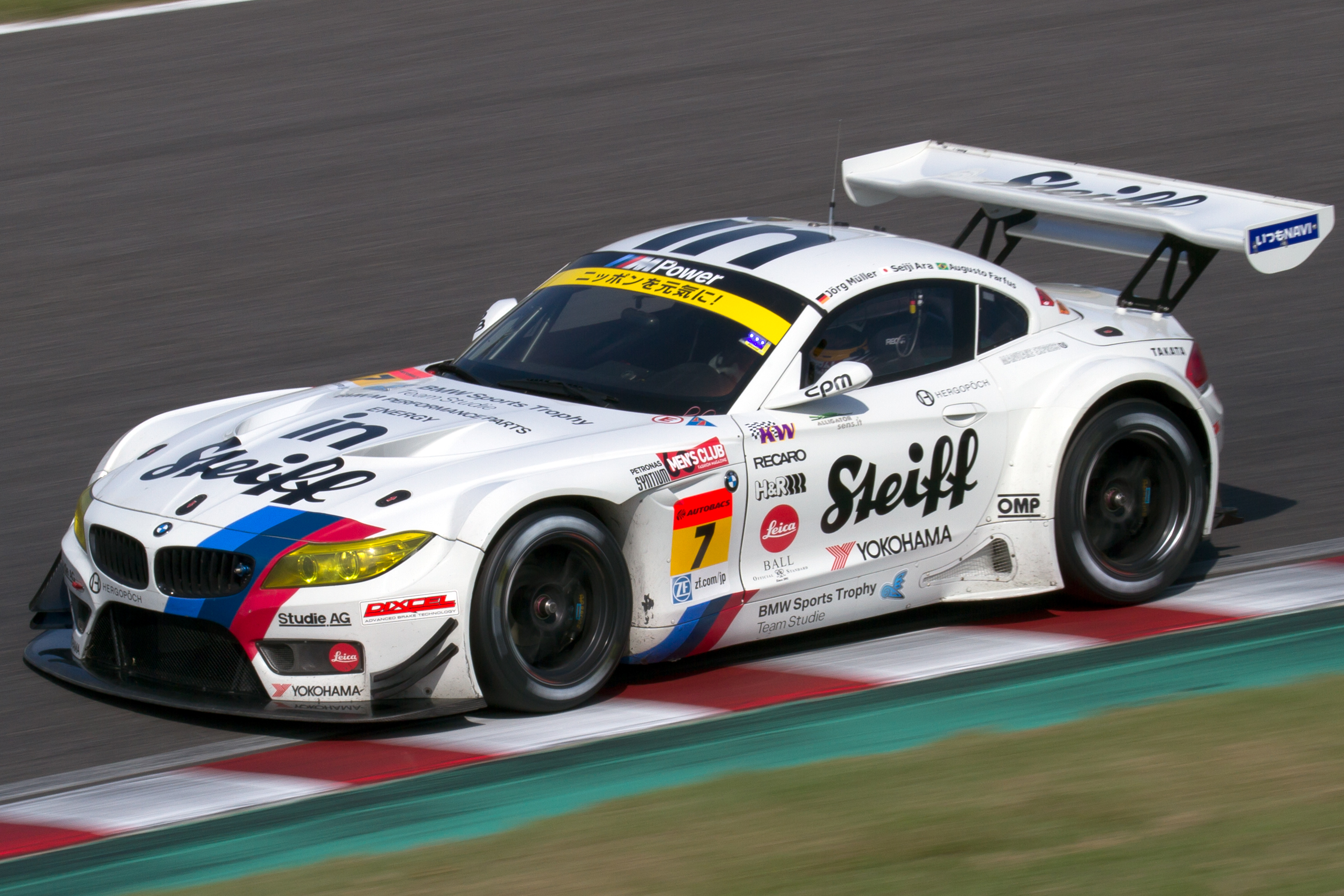
Studie BMW Z4（2014年度マシン）

2013年12月23日に行われたグッドスマイルレーシングの体制発表の中で、グッドスマイルレーシングがStudieとの共同参戦から離脱し、単独のチームを立ち上げる事を発表した。車両はこれまで同様にBMW Z4 GT3を使用し、メンテナンスはRSファインが担当、これまでのチームを引き継いで参戦するグッドスマイルレーシングとは情報の共有を行うとしている。2014年2月17日にStudieは参戦発表を行なった。エントラント名はBMW Sports Trophy Team Studie。ドライバーはBMWワークスドライバーで昨年の鈴鹿1000kmにGSR初音ミクBMW のCドライバーとして参戦したヨルグ・ミューラーと、荒聖治を起用。車両のカラーリングも発表され、BMWワークスカラーである白地に青・紺・赤のストライプが施されたZ4 GT3がお披露目された。

### 2015年
2月26日、参戦発表。チーム体制、ドライバーは前年度と変わらずの参戦となった。

### 2016年

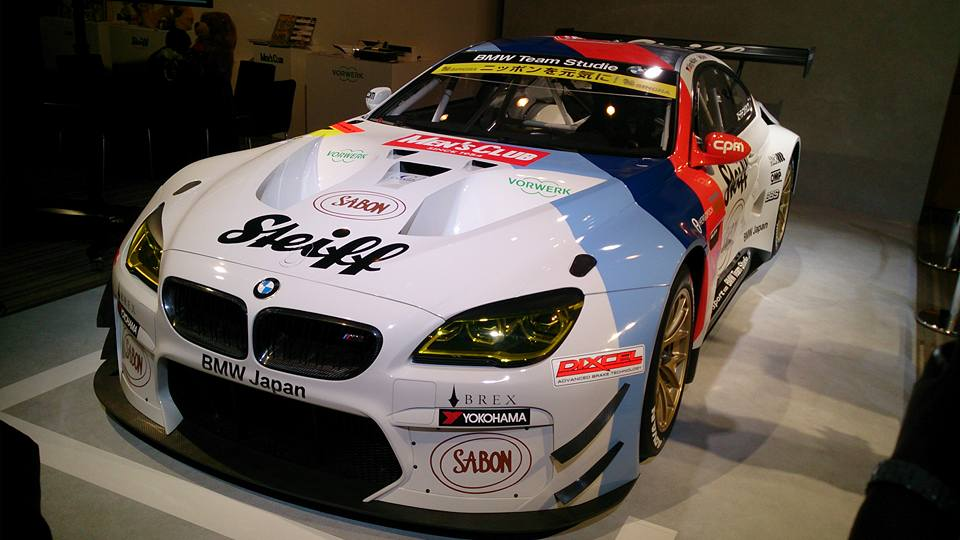
Studie BMW M6 GT3（2016年参戦車両）

2016年3月3日、参戦発表。車両は前年までのZ4 GT3からM6 GT3に変更となった。また、これまでの活躍がドイツのBMW Motorsportに認められ、チーム名が「BMW Team Studie」に変わった。「BMW」だけをチーム名に冠することが許されたのは世界で僅か7チームで、日本では唯一のチームとなった。ドライバーはM6 GT3の開発も務めたヨルグ・ミューラーと荒聖治のコンビを継続。メンテナンスチームは、これまでのRSファインから、高根裕一郎エンジニアが率いるアイフェルモータースポーツに変更となった。高根エンジニアは、鈴木代表がコックスに在籍している時代からの盟友で、ノバ・エンジニアリングにも在籍した経験をもっている。

### 2017年
4月6日、参戦発表。チーム体制、ドライバーは前年度と変わらずの参戦となった。

### 2018年
1月19日、ブランパンGTシリーズ・アジアのGT4クラスにBMW Motorsportが今年から投入するM4 GT4を使い参戦する事を発表した。

### 2019年
去年に引き続きブランパンGTシリーズ・アジアのGT4クラスに参戦。

### 2020年
SUPER GT・GT300クラスに3年ぶりにシリーズに復帰。 チーム郷とのコラボレーションとして総監督に郷和道が就任、ドライバーには荒聖治と2019年のPCCJ・ジェントルマンクラスチャンピオンの山口智英を起用する。
新たにスーパー耐久シリーズにはSS/YZ RacingとTeamサントメ・プリンシペの2チームを全面的にサポートする形で参戦。
SS/YZ Racing with Studieは、チーム代表に山本隆一、監督に片野田洋介、ドライバーに昨年までブランパンGTアジアを戦った木下隆之、砂子塾長と鈴木宏和を起用する。
Teamサントメ・プリンシペwith Studieは、チーム代表兼監督にサントメ・プリンシペ日本名誉領事の鷹野健太郎、ドライバーに眞田拓海、高橋裕史、東風谷高史を起用する。

### 2022年
SUPER GTは新型のM4 GT3にマシン変更。ドライバー体制は荒のパートナーにBMWワークスドライバーのアウグスト・ファルフス、Cドライバーに近藤翼を起用する。タイヤはミシュランへと変更する。また監督に鈴木康昭が復帰する。第3戦鈴鹿300kmレースでチーム初優勝を飾った。
また同年より始まるGTワールドチャレンジ・アジア・ジャパンカップに参戦するPLUS SPORTをサポート、ドライバーは前年までSUPER GTでコンビを組んでいた荒/山口組となる。

### 2023年
SUPER GTのドライバー体制を変更。荒のパートナーにBMWワークスドライバーのブルーノ・スペングラーを、サードドライバーに柳田真孝を起用する。

### 2024年
今季はモータースポーツ活動をSUPER GTのみに集中する。荒のパートナーに新たにレギュラードライバーとなるニクラス・クルッテンを起用、スペングラーはサードドライバーとしてチームを支える。

### 2025年
2年ぶりにGTワールドチャレンジ・アジアにBMW M4 GT3 Evoで参戦する。なおSUPER GTからは撤退する。

## 参戦車両
2008年参戦当初の車両は、BMW・Z4 Mクーペ(E86型)の車体にBMW・M5(E39型)用の5.0L V8エンジン(S62/B50型)を搭載した「初音ミク Studie GLAD BMW Z4」。
2009年第5戦（菅生）からは、エンジンをBMW・M3(E92型)用の4.0L V8(S65/B40型)に、ギアボックスを車両後側へ移動したトランスアクスル方式に変更した。
2008年から2013年までの車体には、音楽ソフト「初音ミク」のキャラクター画が描かれており、公式に「痛車」を銘打ったデザインとなっている。
同チームがキャラクターの描かれた「痛車」での参戦となったのは、キャラクターのファンがチームを応援するという新しいモデルを作る狙いからだと言う。一方、初音ミク発売元のクリプトン・フューチャー・メディア側からはこの車を通じて初音ミクを知った人に初音ミクのファンを増やすことが期待されている。
車体ベースデザインやレーシングスーツ、エンブレムといったもののデザインや、ピット等で流すテーマソングはクリプトン・フューチャー・メディアの運営するコンテンツ投稿サイトピアプロで公募されたものが使用されている。
2008年シーズンのデザインについては実車のレーシングマシンに使われることは伏せてBMWのラジコンのデザインという形をとって公募された。ただし、2008年のデザインについてはついては、より痛車らしい外見になるようにとのチーム側の意向から、応募されたものからデザインが変更されている。2009年シーズンではレース毎にファンの描いたイラストや初音ミク関連商品のイラストが車体の左右に付けられ、レースごとにイラストが変更されている。マシンを大改修した第5戦菅生以降、従来の黒ベースから白ベースのカラーリングに変更された。
2014年からの車体は、白地をベースに青・紺・赤のストライプを配したBMWワークスカラーとなった。2014年と2015年はBMW Z4 GT3、2016-2017年,2020-2021年はBMW M6 GT3、2022年からはBMW M4 GT3。

## スポンサー
2013年までのメインスポンサーは痛車用デカールなどを発売しているグッドスマイルレーシング。その他個人スポンサーや、ドワンゴ、ギガネットワークスもスポンサーとなっている。個人スポンサーは特典グッズ付きで一般から公募された。なお、初音ミク発売元のクリプトン・フューチャー・メディアはスポンサーではなくキャラクター協力という位置づけとなっていた。
2014年からのメインスポンサーはテディベアメーカーのSteiff。
2016年、2017年はメインスポンサーにコスメブランドのSABONが加わり、パドック、ピット裏で試供品のサンプリングなども行われていた。
2018年、2019年はSteiffやSABONといったメインスポンサーは離れ(Steiffは新たにグッドスマイルレーシングにスポンサーとして参加)、ブレーキパーツメーカーのDIXCELや高級腕時計販売店の株式会社オオミヤ、パナソニックのデジタルカメラブランドLUMIX、東都BMWなどがメインスポンサー格となっている。
2020年、2021年はドライバーである山口智英が経営する株式会社イレブンの高級スポーツカー販売店PLUS SPORTSがメインスポンサーとなっている。
2022年は2019年時とほぼ変わらない陣容だが、メインスポンサー格にデジタルマーケティング会社のUNICORNが名を連ねている。
2023年は新たにドイツの掃除機メーカーであるVORWERK、スマートフォン向けゲームパブリッシャーのYostarがメインスポンサー格に加わった。

## 戦績

### SUPER GT
| 年     | エントラント名                 | Car No. | 使用車両    | ドライバー                                                         | クラス | 1       | 2       | 3      | 4       | 5       | 6       | 7       | 8      | 9       | 順位 | ポイント |
| ------ | ------------------------------ | ------- | ----------- | ------------------------------------------------------------------ | ------ | ------- | ------- | ------ | ------- | ------- | ------- | ------- | ------ | ------- | ---- | -------- |
| 2008年 | Studie & GLAD with AsadaRacing | 808     | BMW・Z4     | 菊地靖 田ヶ原章蔵                                                  | GT300  | SUZ     | OKA     | FSW    | SEP     | SUG     | SUZ DNQ | TRM DNR | AUT    | FSW 18  | 28位 | 1        |
| 2009年 | Studie GLAD Racing             | 808     | BMW・Z4     | 菊地靖（Rd.1-3,5-7） 番場琢（Rd.6,8,9） 田ヶ原章蔵                 | GT300  | OKA 15  | SUZ DNS | FSW 17 | SEP     | SUG 17  | SUZ Ret | FSW Ret | AUT 10 | TRM Ret | 20位 | 5        |
| 2011年 | GSR&Studie with TeamUKYO       | 4       | BMW・Z4 GT3 | 谷口信輝 番場琢                                                    | GT300  | OKA 4   | FSW 5   | SEP 1  | SUG 6   | SUZ 5   | FSW 1   | AUT 9   | TRM 1  |         | 1位  | 111      |
| 2012年 | GSR&Studie with TeamUKYO       | 0       | BMW・Z4 GT3 | 谷口信輝 片岡龍也                                                  | GT300  | OKA 3   | FSW 1   | SEP 12 | SUG 7   | SUZ Ret | FSW 8   | AUT 5   | TRM 4  |         | 4位  | 73       |
| 2012年 | GSR&Studie with TeamUKYO       | 4       | BMW・Z4 GT3 | 番場琢 佐々木雅弘                                                  | GT300  | OKA 15  | FSW 11  | SEP 10 | SUG 11  | SUZ 7   | FSW 11  | AUT 12  | TRM 17 |         | 15位 | 22       |
| 2013年 | GSR&Studie with TeamUKYO       | 4       | BMW・Z4 GT3 | 谷口信輝 片岡龍也 ヨルグ・ミューラー（Rd.5）                       | GT300  | OKA 2   | FSW 9   | SEP 6  | SUG 15  | SUZ DSQ | FSW 1   | AUT 1   | TRM 4  |         | 3位  | 87       |
| 2014年 | BMW Sports Trophy Team Studie  | 7       | BMW・Z4 GT3 | ヨルグ・ミューラー 荒聖治 アウグスト・ファルフス（Rd.6）           | GT300  | OKA 2   | FSW 4   | AUT 15 | SUG 8   | FSW 7   | SUZ 3   | CHA 2   | TRM 7  |         | 3位  | 82       |
| 2015年 | BMW Sports Trophy Team Studie  | 7       | BMW・Z4 GT3 | ヨルグ・ミューラー 荒聖治                                          | GT300  | OKA Ret | FSW 6   | CHA 3  | FSW Ret | SUZ 2   | SUG 19  | AUT 3   | TRM 9  |         | 6位  | 65       |
| 2016年 | BMW Team Studie                | 7       | BMW・M6 GT3 | ヨルグ・ミューラー 荒聖治 アウグスト・ファルフス（Rd.6）           | GT300  | OKA 3   | FSW 24  | SUG 10 | FSW 20  | SUZ DNS | CHA 6   | TRM 15  | TRM 12 |         | 14位 | 34       |
| 2017年 | BMW Team Studie                | 7       | BMW・M6 GT3 | ヨルグ・ミューラー 荒聖治                                          | GT300  | OKA 13  | FSW 7   | AUT 4  | SUG 16  | FSW 6   | SUZ 11  | CHA 10  | TRM 13 |         | 13位 | 40       |
| 2020年 | BMW Team Studie ✕ CSL          | 7       | BMW・M6 GT3 | 荒聖治 山口智英                                                    | GT300  | FSW 15  | FSW 22  | SUZ 21 | TRM Ret | FSW 9   | SUZ 8   | TRM 18  | FSW 19 |         | 22位 | 24       |
| 2021年 | BMW Team Studie ✕ CSL          | 7       | BMW・M6 GT3 | 荒聖治 山口智英                                                    | GT300  | OKA 17  | FSW 20  | SUZ 25 | TRM 25  | SUG 11  | AUT 13  | TRM 15  | FSW    |         | 25位 | 18       |
| 2022年 | BMW Team Studie ✕ CSL          | 7       | BMW・M4 GT3 | 荒聖治 アウグスト・ファルフス（Rd.1-2,4-6,8） 近藤翼（Rd.2-3,5,7） | GT300  | OKA 24  | FSW Ret | SUZ 1  | FSW 21  | SUZ 12  | SUG 5   | AUT 12  | MOT 9  |         | 10位 | 45       |
| 2023年 | BMW Team Studie x CRS          | 7       | BMW・M4 GT3 | 荒聖治 ブルーノ・スペングラー（Rd.1,5-8） 柳田真孝（Rd.2-4）       | GT300  | OKA 6   | FSW 13  | SUZ 1  |         |         |         |         |        |         | 4位  | 64       |
| 2023年 | BMW M Team Studie x CRS        | 7       | BMW・M4 GT3 | 荒聖治 ブルーノ・スペングラー（Rd.1,5-8） 柳田真孝（Rd.2-4）       | GT300  |         |         |        | FSW 2   | SUZ 16  | SUG 13  | AUT 8   | MOT 12 |         | 4位  | 64       |
| 2024年 | BMW M Team Studie x CRS        | 7       | BMW・M4 GT3 | 荒聖治 ニクラス・クルッテン ブルーノ・スペングラー（Rd.2-4,7,5）   | GT300  | OKA 3   | FSW 11  | SUZ 7  | FSW 7   | SUZ 13  | SUG 4   | AUT 4   | MOT 5  |         | 5位  | 43       |